# Madonna col Bambino (Cima da Conegliano Gemona)
La Madonna col Bambino è un dipinto a tempera su tavola di Cima da Conegliano, datato 1496 e conservato nel Museo Civico di Palazzo Elti di Gemona del Friuli.